# Puhun Tembok
Puhun Tembok is een bestuurslaag in het regentschap Bukittinggi van de provincie West-Sumatra, Indonesië. Puhun Tembok telt 6128 inwoners (volkstelling 2010).